# Symphytognatha chickeringi
Symphytognatha chickeringi is een spinnensoort uit de familie Symphytognathidae. De soort komt voor in Jamaica.